# Thái Bá Cầu
Thái Bá Cầu, là một Giáo sư Hoá học Việt Nam, Ông nguyên là Giáo viên trường Đại học Bách khoa Hà Nội, nguyên Viện trưởng Viện Công nghệ Xạ Hiếm thuộc Viện Năng lượng Nguyên tử Việt Nam giai đoạn 1987-1996; Chủ tịch Hội đồng Khoa học Viện Công nghệ Xạ Hiếm và Phó Chủ tịch Hội đồng Khoa học Viện Năng lượng Nguyên tử Việt Nam.

## Tiểu sử
Ông sinh năm 1939 tại xã Liên Sơn, huyện Đô Lương, tỉnh Nghệ An. 
Ông tốt nghiệp ngành Hoá học Đại học Bách khoa Hà Nội (1964), ông làm giáo viên tại trường này, sau đó ông đi nghiên cứu sinh tại Liên Xô cũ và bảo vệ thành công Luận án Tiến sĩ (1977) và Luận án Tiến sĩ Khoa học (1982) tại Trường Đại học công nghệ hóa MENDELEEV thuộc Liên Xô cũ.
Sau khi về nước ông công tác tại Viện năng lượng nguyên tử Quốc gia,làm Giám đốc Trung tâm Mỏ và xử lý quặng (1987-1991). Ông là Viện trưởng đầu tiên Viện Công nghệ Xạ Hiếm thuộc Viện Năng lượng Nguyên tử Việt Nam giai đoạn (1987-1996), là Chủ tịch Hội đồng Khoa học Viện Công nghệ Xạ Hiếm và Phó Chủ tịch Hội đồng Khoa học Viện Năng lượng Nguyên tử Việt Nam. Người kế nhiệm ông là tiến sĩ Đỗ Ngọc Liên.
Từ năm 1997 đến 2004 ông làm Nghiên cứu viên cao cấp Viện Công nghệ Xạ Hiếm, chủ nhiệm đề tài khoa học cấp Nhà nước: " Nghiên cứu và triển khai công nghệ chế tạo chất màu gốm sứ.
Từ năm 2005 đến 2011 ông làm cộng tác viên khoa học của MIKADO Group, chủ nhiệm đề tài nghiên cứu đổi mới công nghệ của doanh nghiệp theo NĐ 119/1999/NĐ-CP: "Nghiên cứu công nghệ, thiết kế, chế tạo các thiết bị để xây dựng dây chuyền sản xuất các màu gốm sứ độ mịn cao công suất 70 tấn/năm theo phương pháp nghiền ướt và phân ly liên tục".
Hiện nay ông đã nghỉ hưu tại thành phố Hồ Chí Minh.

## Tác phẩm
Các công trình khoa học đã công bố: Theo thống kê từ Trung tâm thông tin Khoa học và Công nghệ Quốc gia (NACESTI)và có bổ sung
1. Lý thuyết về sự hình thành và phát triển Agglomerate tinh thể/ Thái Bá Cầu
2. Nghiên cứu công nghệ xử lý quặng đất hiếm Bắc Nậm Xe để thu hồi uran và đất hiếm / Thái Bá Cầu
3. Kết quả nghiên cứu quy trình công nghệ thu hồi uran từ quặng graphit Tiên An (Quảng Nam) / Thái Bá Cầu
4. Báo cáo kết quả thực hiện dự án VIE/3/003 uranium ore processing laboratory / Thái Bá Cầu
5. Kết quả nghiên cứu quy trình công nghệ sản xuất uran kỹ thuật từ quặng cát kết Khe Hoa-Khe Cao (Quảng Nam) / Thái Bá Cầu
6. Kết quả nghiên cứu công nghệ sản xuất zirconit từ sa khoáng ven biển Việt Nam / Cao Đình Thanh, Thái Bá Cầu, Bùi Văn Hưng
7. Adsorption of uranium (VI) on silicagel-packed column / Trần Hồng Hà, Thái Bá Cầu, La Văn Bình
8. Mô hình hoá quá trình hấp phụ uran trên cột silicagen / Trần Hồng Hà, Phan Đình Tuấn, Thái Bá Cầu, La Văn Bình
9. Nghiên cứu động học của quá trình hấp phụ uran từ dung dịch nước lên silicagel / Trần Hồng Hà, Phan Đình Tuấn, Thái Bá Cầu
10. Mô hình hoá quá trình chuyển khối trong hệ đa phân tán rắn-lỏng / Thái Bá Cầu, Trần Ngọc Hà, Vũ Thanh Quang, Phan Đình Tuấn
11. Kết quả nghiên cứu công nghệ sản xuất uran kỹ thuật từ quặng cát kết Khe Hoa - Khe Cao / Cao Đình Thanh, Thái Bá Cầu, Nguyễn Lanh, Phạm Văn Dũng, Phạm Quang Minh
12. Nghiên cứu quá trình tách urani và một số kim loại nặng từ dung dịch nước bằng phương pháp hấp thụ với silicagel / Trần Hồng Hà, La Văn Bình, Thái Bá Cầu, Đỗ Quý Sơn
13. Cơ chế của sự hấp phụ ion kim loại lên silicagel / Trần Hồng Hà, Thái Bá Cầu, La Văn Bình
14. Mô hình hóa và điều khiển quá trình kết tinh khối có sự tạo thành Aglomerat / Thái Bá Cầu, Cao Đình Thanh, Phan Đình Tuấn, Trần Ngọc Hà
15. Giải pháp mạng nơron mô hình hóa số liệu cân bằng hệ chiết lỏng - lỏng. I- Mô hình hệ chiết lỏng - lỏng: Dy3+-HCl-DEHPA / Trần Ngọc Hà, Lê Bá Thuận, Thái Bá Cầu
16. Trao đổi ion trong bùn / Thân Văn Liên, Đoàn Thị Mơ, Lê Quang Thái, Nguyễn Đình Văn, Ngô Văn Tuyến, Hoàng Bích Ngọc, Đỗ Quý Sơn, Thái Bá Cầu
17. Kết quả nghiên cứu quy trình công nghệ sản xuất uran kỹ thuật từ quặng cát kết Nông Sơn / Thái Bá Cầu, Cao Đình Thanh, Trần Văn Liên
18. Báo cáo tổng kết đề tài cấp Nhà nước KC-02-22 " Nghiên cứu và triển khai công nghệ chế tạo chất màu gốm sứ"/ Thái Bá Cầu
19. Báo cáo tổng kết đề tài cấp Nhà nước Số: 24/2008/HĐKHCN-DN "Nghiên cứu công nghệ, thiết kế, chế tạo các thiết bị để xây dựng dây chuyền sản xuất các màu gốm sứ độ mịn cao công suất 70 tấn/năm theo phương pháp nghiền ướt và phân ly liên tục".